# Hedwig Dülberg-Arnheim

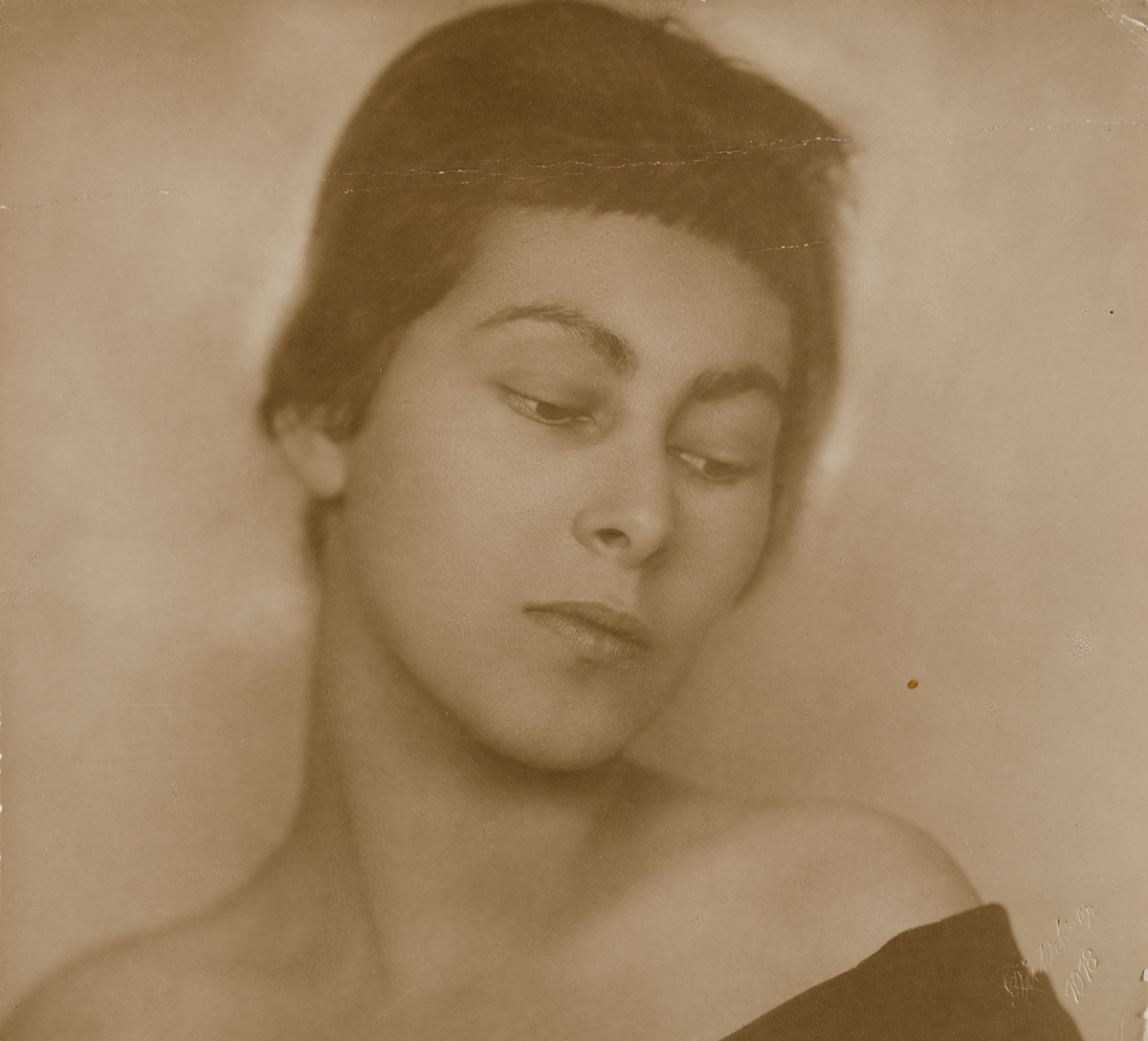
Porträt Hedwig Arnheim (Rudolph Dührkoop, 1918)

Hedwig Dülberg-Arnheim (geb. Hedwig Arnheim; * 7. Januar 1894 in Hamburg; † 1944 im KZ Auschwitz) war eine deutsche Kunststickerin, Aktzeichnerin und Holzschneiderin.

## Leben
Hedwig Arnheim kam als ältestes Kind des Arztes Felix Arnheim und dessen Ehefrau Lisbeth, geb. Samuel zur Welt. Mit ihrem Bruder Hans (* 1895) und den beiden Schwestern Eva Karoline Friederike (* 24. März 1902) und Ruth Anna Frieda (* 16. April 1912) wuchs sie im protestantischen Glauben auf. Hedwig wurde als sehr schöne Frau beschrieben, vielseitig begabt und mit einer reichen Phantasie ausgestattet, ehrgeizig und anspruchsvoll. Nach Abschluss der Schule ging sie 18-jährig eine Zeit nach Großbritannien. Künstlerisch begabt, war sie bereits vor 1914 Schülerin der Hamburger Kunstgewerbeschule gewesen, wo sie bei Friedrich Adler Kunstgewerbe und Design studiert hatte. Ihr besonderes Interesse galt jedoch der künstlerischen Stickerei. Ihren Lehrer in Akt- und Porträtzeichnen, den Maler und Holzschneider Ewald Dülberg, heiratete sie 1915. Ihre Tochter Esther Maria wurde 1918 geboren. Die Ehe wurde jedoch drei Jahre später geschieden.
Hedwig Arnheim ging mit ihrer Tochter ans Weimarer Bauhaus, besuchte dort Kurse bei Johannes Itten und ging bei der Webmeisterin Gunta Stölzl in die Lehre. 1923 heiratete sie den Beleuchtungs- und Schmuckkünstler Naum Slutzky und brach ihre Ausbildung ab. Das Ehepaar lebte in Berlin, wo es für die Werkstätten Bildender Kunst von Franz Singer arbeitete. Für kurze Zeit lebten sie dann in Wien und kehrten im Oktober 1924 aus wirtschaftlichen Gründen nach Hamburg zurück, wo sie in Hedwigs Elternhaus Isequai 5 wohnten. Als selbstständige Künstlerin bestritt Hedwig ihren Lebensunterhalt als „Kunstgewerblerin und Inneneinrichterin“, später mit hervorragenden Schneiderarbeiten. Von Naum Slutzky ließ sie sich 1930 scheiden. Ihre weitere künstlerische Tätigkeit beschreibt die Hamburger Kunsthistorikerin Maike Bruhns folgendermaßen: „Sie entwarf und stickte z. B. abstrakte Ton-in-Ton-Kompositionen oder Frauenakte auf gelbem Grund in gelber Wolle mit blauen Haaren und blauen Glasperlen“.

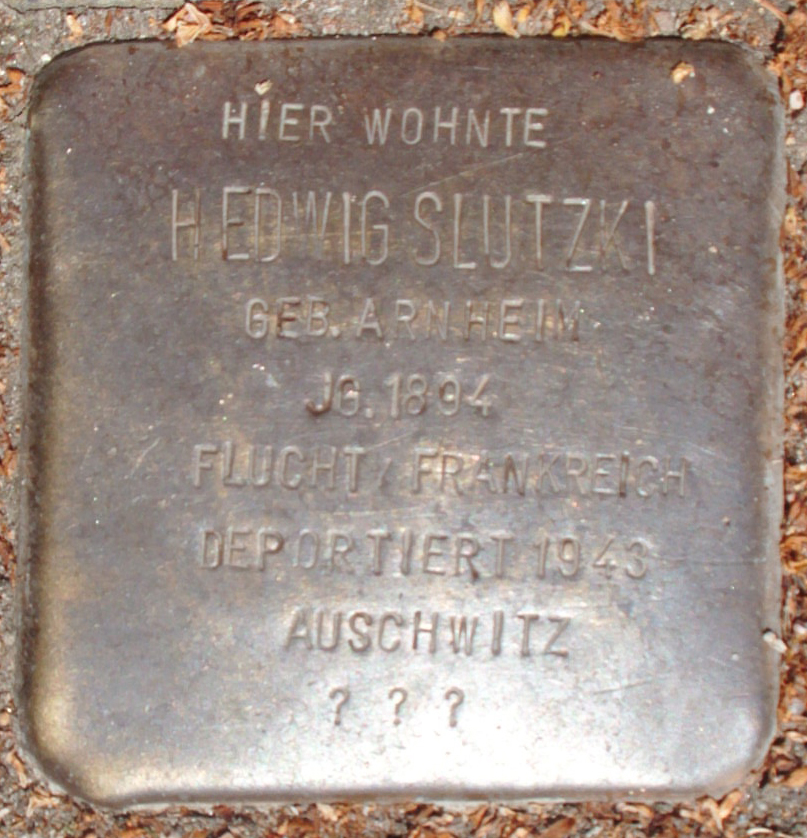
Stolperstein am Isekai 5

Bis zu ihrer Emigration nach Frankreich am 15. Februar 1936 lebte sie nach dem Umzug in die Haynstraße 10 weiter in der väterlichen Wohnung. Sie emigrierte nach Südfrankreich, wo sie sich in Nizza niederließ. Dort verdiente sie ihren Lebensunterhalt mit Schneiderarbeiten. Aufgrund einer Denunziation am 20. September 1943 wurde sie zusammen mit einer Gruppe von 345 jüdischen Häftlingen am 23. September 1943 im Sammellager Drancy interniert. Am 7. Oktober 1943 wurde sie mit dem Konvoi Nr. 60 nach Auschwitz deportiert, wo sie vermutlich in der Gaskammer starb.
Ein Stolperstein am Isekai 5 erinnert an die Künstlerin.

## Werk und Rezeption

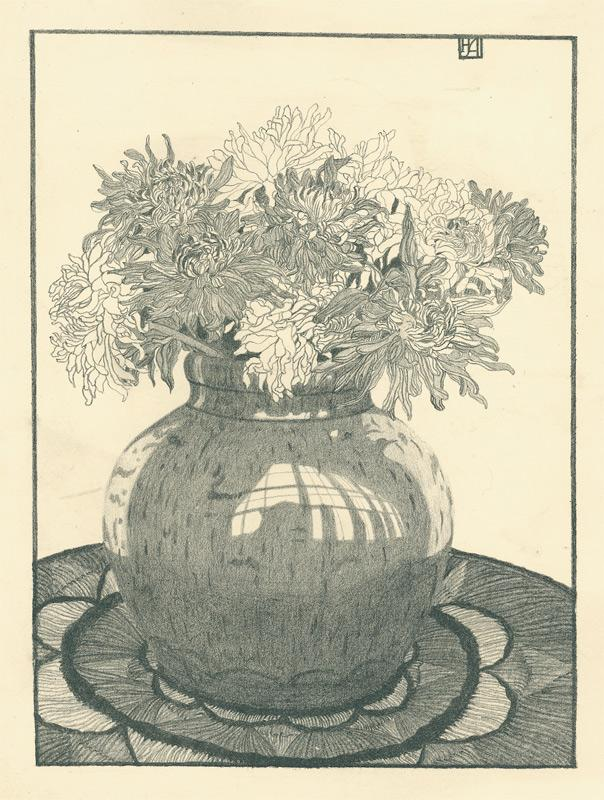
Blumenstillleben Lithographie (1912)

Hedwig Arnheim zählte „zu den namhaften Stickerinnen der Zehnerjahre“ des 20. Jahrhunderts und gehörte zusammen mit ihrem Mann Ewald Dülberg zu den von der zeitgenössischen Presse besonders hervorgehobenen künstlerischen „Erneuerern“. Gelobt wurde insbesondere ihre „stilistische Stärke“ und die außergewöhnliche Reife der Technik. In der Berliner Börsenzeitung wurde ihre Kunst 1917 folgendermaßen beschrieben: „…von hoher Farbschönheit, aber zum Teil recht gewagt im Motiv.“ Ihre Ornamentik und die geschwungenen Linien erinnerten nach Maike Bruhns an die Islamische Kunst. Eines ihrer Auftragswerke, zwei Wandschirmkompositionen für Bernhard Hoetger wirkten nach einer Rezension von Alfred Salmony im Kölner Tageblatt reich und sehr festlich. Hoetger dankte ihr dafür mit einem modellierten Porträt.
1914 illustrierte Hedwig Arnheim zwei Bücher des jüdischen Journalisten und Schriftstellers Adolf Götz (1876–1944) mit Holzschnitten. Nach ihrer Heirat mit Ewald Dülberg setzte sie dessen „phantastisch leuchtende Malerei“ in Stickereien und Teppiche um, sodass sie einen „Ausgleich zwischen Kunst und Kunstgewerbe“ erzielte. Außerdem arbeitete sie nach eigenen expressiven Entwürfen, die im Grenzbereich zwischen Textilarbeit und Malerei lagen. Auf einigen Arbeiten von Ewald Dülberg sind Arbeiten abgebildet, die vermutlich aus ihrer Hand stammen.
1919 war Hedwig Arnheim Gründungsmitglied der Darmstädter Sezession und 1919, 1920 und 1921 auf den Ausstellungen der Gruppe vertreten. Werke von ihr befinden sich in den Sammlungen verschiedener Museen und wurden in retrospektiven Ausstellungen gezeigt, so im Von der Heydt-Museum Wuppertal, dem Bauhaus-Archiv Berlin, der Stiftung Bauhaus Dessau, den Kunstsammlungen zu Weimar, dem Museum für Angewandte Kunst (Köln), dem Museum für Hamburgische Geschichte, im August-Macke-Haus sowie zuletzt 2011 im Museum Giersch.

Auswahl von Werken
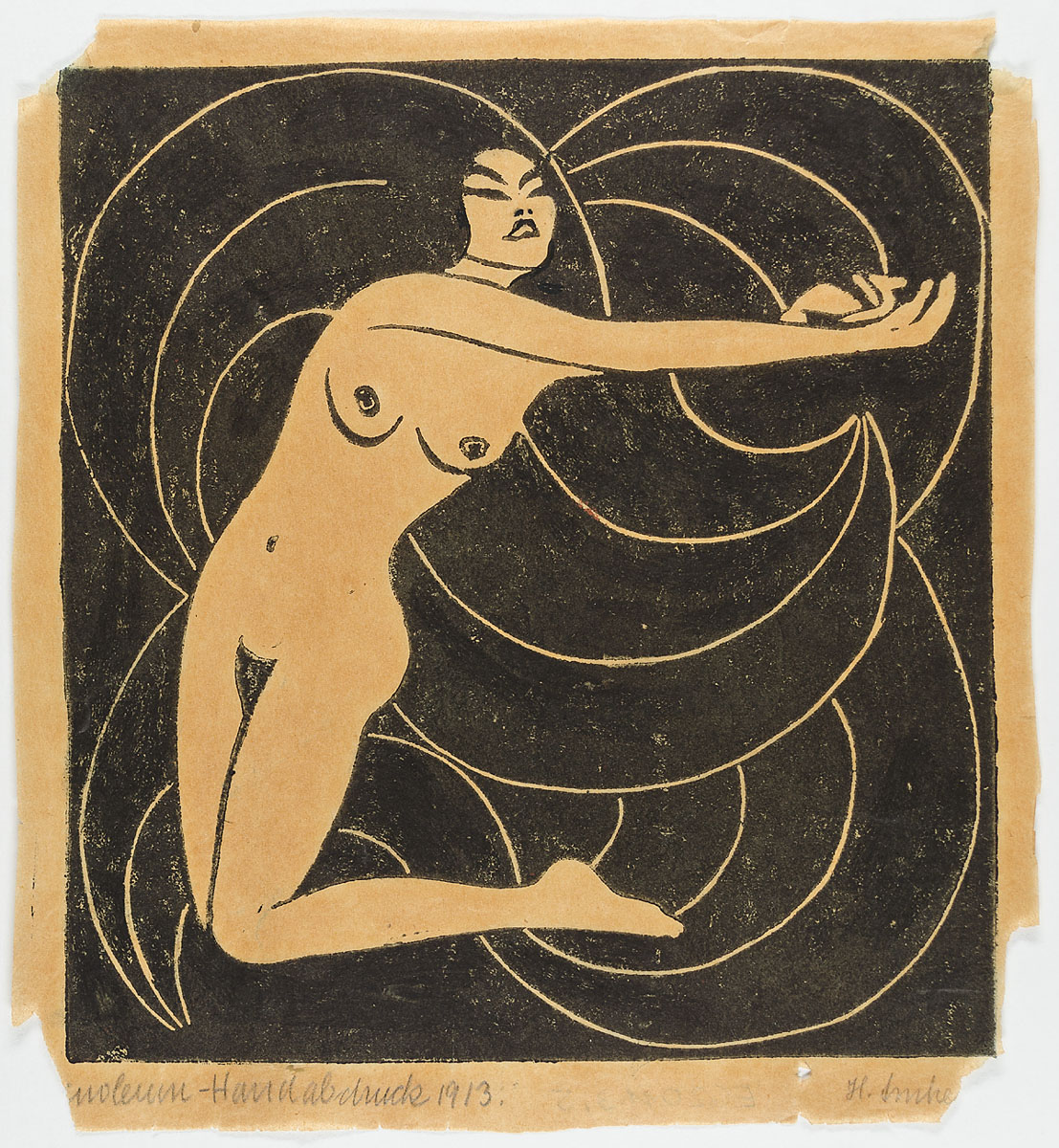
Tänzerin (1913)
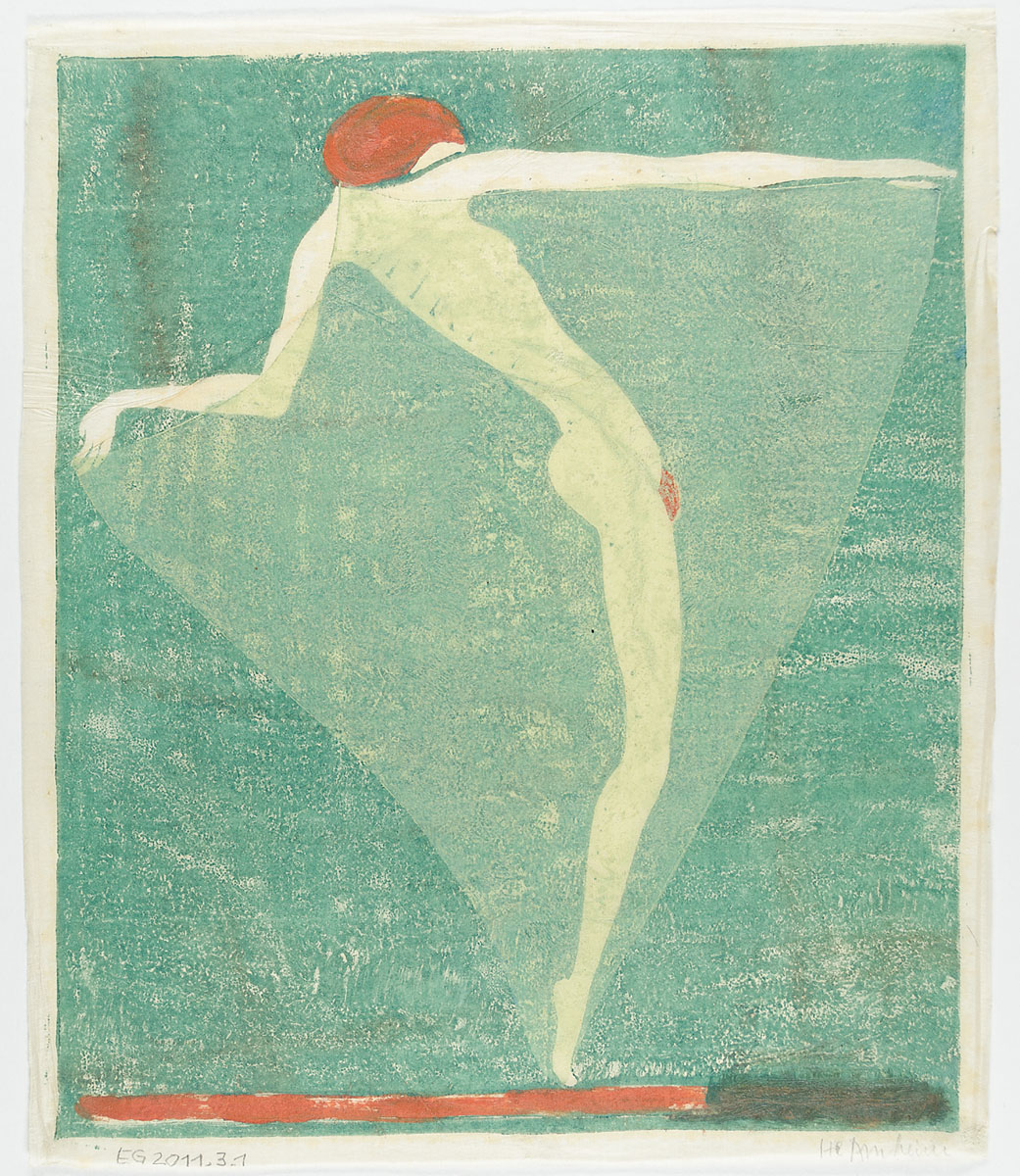
Tänzerin (1914)
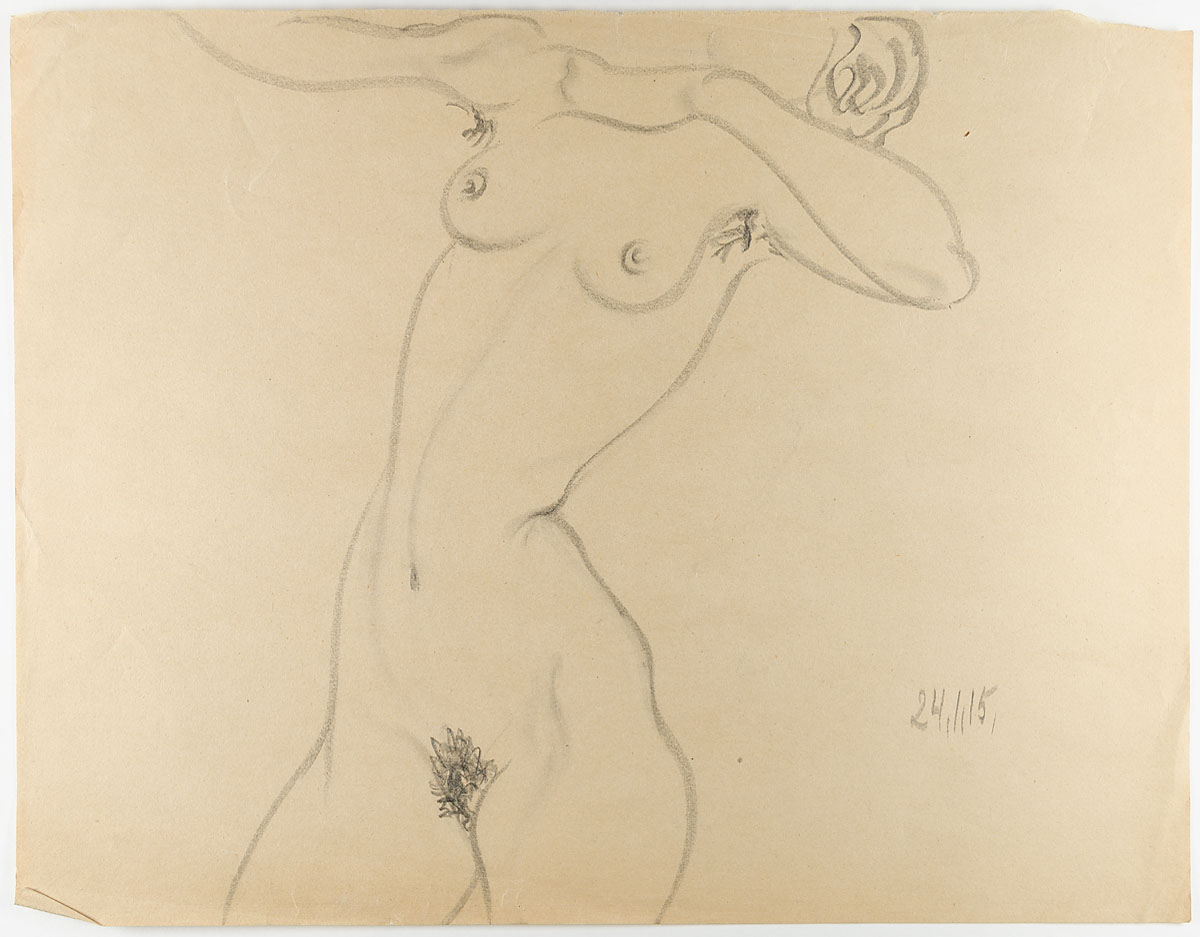
Weiblicher Akt, stehend (1915)

## Einzelausstellungen
- 1916 Kunstgewerbemuseum Köln
- 1924 Ausstellung an ihrem Wohnsitz am Isequai 5 in Hamburg